# Namsaling
Namsaling is een dorpscommissie (Engels: village development committee, afgekort VDC; Nepalees: panchayat) in het oosten van Nepal, gelegen in het district Ilam in de Mechi-zone. Ten tijde van de volkstelling van 2001 had het een inwoneraantal van 6061 personen, verspreid over 1157 huishoudens; in 2011 waren er 5752 inwoners, verspreid over 1299 huishoudens.